# Біллі Мехмет
Біллі Осман Мехмет (англ. Billy Osman Mehmet / тур. Billy Osman Mehmet; нар. 3 січня 1984, Лондон, Англія) — ірландський та північнокіпріотський футболіст, нападник північнокіпрського клубу «Меріт Альсанак». Народився в Лондоні в змішаній родині, має англійське, ірландське та турецьке походження. На міжнародному рівні виступав за молодіжну збірну Ірландії.
Мехмет навчався в коледжі Бекона в Ротерхіті, вихованець академії «Вест Гем Юнайтед», за яку виступав з 8-річного по 19-річний вік, після чого переїхав до шотландської Прем'єр-ліги. Провів 7 років у шотландських клубах «Данфермлін Атлетік» та «Сент-Міррен». Біллі також грав у турецькій Суперлізі за «Генчлербірлігі» та «Самсунспор», а також провів 2 роки в Австралії, де грав за представника А-Ліги «Перт Глорі». Згодом переїхав до Південно-Східної Азії, його придбав клуб тайської Прем'єр-ліги «Бангкок Глесс» за нерозкриту плату. У 2014 році, виступаючи за «Кедах», став найкращим бомбардиром у всіх змаганнях Прем’єр-ліги Малайзії, відзначився 23-ма голами у 26 матчах. У 2015 році став найкращим бомбардиром «Сараваку» та фінішував третім найкращим бомбардиром малайзійської Суперліги.

## Клубна кар'єра

### Ранні роки
Мехмет розпочав кар'єру у «Вест Гем Юнайтед», де був капітаном команди футбольної академії клубу. В юнацькі роки отримував пропозиції від «Норвіча», «Арсенала», «Мілволла» та «Крістал Пелас», але він вирішив залишитися у «Вест Гем Юнайтед».
8 травня 2013 року підписав контракт з «Данфермлін Атлетік». Залишився на лаві запасних у фіналі Кубка Шотландії 2004 року проти «Селтіка», в якому «Данфермлайн» програв з рахунком 1:3. У 2005 році перейшов у «Сент-Міррен».

### «Сент-Міррен»
У своєму першому сезоні допоміг «Сент-Міррену» виграти Перший дивізіон Шотландії та отримати підвищення до шотландської Прем’єр-ліги, забив вирішальний м'яч у переможному (2:1) поєдинку проти «Данді». Відзначався голами, завдяки яким «Сент-Міррен» залишився в ПЛШ у 2007/08 та 2008/09. У сезоні 2007/08 років Мехмет почав грати більше, ставав найкращим бомбардиром «Святих»: у сезоні 2007/08 років — з 9-ма голами, 2008/09 — з 11-ма голами та 2009/10 років — з 13-ма голами. У лютому 2008 року продовжив контракт із «Сент-Мірреном» до 2010 року. Відзначився першим хет-триком у переможному фінальному поєдинку Кубку Шотландської ліги проти Дамбартона. 7 березня 2009 року Мехмет відзначився єдиним голом у переможному (1:0) поєдинку на «Сент-Міррен Парк», в якому реалізував пенальті, вибивши «Селтік» з Кубку Шотландії, і відправив клуб «Пейслі» у півфінал турніру. Спочатку «Сент-Міррен» програв «Селтіку» з рахунком 0:7 у поєдинку шотландської Прем'єр-ліги на Паркгед, а тиждень по тому здобув перемогу. У серпні 2009 року відзначився п’ятьма із шести голів «Сент-Міррена» у переможному (6:3) поєдинку Кубку ліги над «Іст Стерлінгшира». 2 лютого 2010 року Мехмет допоміг «Святим» здобути місце у фіналі Кубка Ліги після того, як відзначився голом у півфіналі проти «Гартс», але у вирішальному матчі програв (0:1) проти «Рейнджерс».

### «Генчлербірлігі»
10 травня 2010 року офіійно оголосили, що Мехмет підписав з турецьким клубом «Генчлербірлігі» 2-річну угоду з можливістю продовження перебування на один рік. Однак у лютому 2011 року Мехмет домовився про розірвання контракту за згодою сторін з «Генчлербірлігі» через фінансові проблеми, які вплинули на клуб. Він провів 19 матчів, забив чотири голи за клуб.

### «Самсунспор»
У березні 2011 року Мехмет підписав контракт з турецьким клубом «Самсунспор», який опустився до Першої ліги Туреччини, другого дивізіону турецького футболу, через пункт у його контракті, який не дозволяв йому грати за іншу команду Суперліги протягом одного сезону. У серпні 2011 року Мехмет допоміг «Самсунспору» посісти друге місце в Першій лізі та здобути путівку до турецької Суперліги. Загалом провів 12 матчів за клуб.

### «Перт Глорі»
5 вересня 2011 року підписав контракт з клубом A-Ліги «Перт Глорі». Після вражаючої передсезонної підготовки, відзначився єдиним голом у програному (0:1) проти «Аделаїди Юнайтед» у поєдинку 1-го туру в Перті. У вище вказаному сезоні провів 29 матчів у чемпіонаті, відзначився 8-ма голами та допоміг «Перт Глорі» посісти друге місце в чемпіонаті.

### «Бангкок Глесс»
18 січня 2013 року розірвав свій контракт з «Перт Глорі» з А-Ліги після того, як погодився підписати контракт з «Бангкок Гласс» з таїландської Прем'єр-ліги. Біллі Мехмет забив м'яч у своєму першому передсезонному матчі за Бангкок Гласс проти «Сінгапур Ермі Форсез», в якому переміг з рахунком (3:1) на стадіоні Лео. Мехмет дебютував за «Бангкок Гласс» 3 лютого 2013 року в програному (0:1) поєдинку проти «Сонгкхла Юнайтед».
Провів лише сім матчів у чемпіонаті та відзначився одним голом, Мехмет та «Бангкок Глесс» погодилися розірвати контракт за взаємною згодою сторін 13 червня 2013 року через особисті причини Біллі.

### «Демпо»
Незабаром після від’їзду з Бангкок Глесс, Мехмет перебрався в індійський клуб «Демпо». Панаджський клуб з І-ліги (вищого дивізіону Індії) оголосив про підписання контракту з ірландцем 10 липня. Мехмет дебютував за «Демпо» 22 липня 2013 року, в програному (0:3) виїзному поєдинку проти «Шиллонг Лайонг».. За півроку перебування в Індії забив сім поєдинків у 16 матчах за клуб.

### «Кедах»
У лютому 2014 року Мехмет підписав контракт з клубом малайзійської Прем'єр-ліги «Кедах» на сезон 2014 року. Одразу ж позитивно вплинув на свою нову команду, відзначився шістьма голами у своїх перших чотирьох матчах та отримав нагороду «Найкращий гравець місяця». Мехмет став найкращим бомбардиром клубу, з 23-ма голами у 26 матчах.

### «Саравак»
Наприкінці сезону 2014 року вирішив перейти до клубу малайзійської Суперліги «Саравак». Біллі також отримав пропозицію від іншого представника Суперліги, «Перака», але він обрав «Саравак». Вдало провів передсезонний збірн, відзначився голом у своїй дебютній грі за «Саравак». Мехмет забив 8 м'ячів перед сезоном у складі Саравака. Також відзначився голом у своєму першому матчі в стартоаому складі, а також у двох наступних матчах малайзійській Суперліги з «Сараваком». Завершив сезон 2015 року як найкращий бомбардир «Саравака» та став 3-м найкращим бомбардиром малайзійської Суперліги 2015 року. По завершенні терміну дії контракту залишив клуб.

### «Тампінс Роверс»
По завершенні контракту з «Сараваком» відмовився від пропозицій малайзійських та індонезійських клубів, натомість уклав договір з представником сінгапурзької С-Ліги «Тампінс Роверс». Головний тренер «Тампінс» Сундрам хотів підписати Мехмета, коли він очолював «Негері» з малайзійській Суперліги, але спроба завершилася невдало, оскільки Мехмет підписав контракт з «Сараваком».

### ДПММ
Спочатку стало відомо, що по завершенні С-Ліги 2016 Біллі залишить срібного призера вище вказаного турніру «Тампінс Роверс» та перейде до брунейського ДПММ. Першим голом за брунейський клуб відзначився 2 квітня 2017 року проти «Хуган Юнайтед». У червні 2017 року залишив клуб.

### «Меріт Альсанак»
6 липня 2017 року підписав контракт з північнокіпрським клубом «Меріт Альсанак Єшилова». 11 серпня відзначився двома голами в товариському матчі проти «Бостанджі Багджила».

## Кар'єра в збірній
Біллі отримав право виступати за Республіку Ірландію через свого ірландського діда по материнській лінії. Виступав за молодіжну збірну Ірландії, у футболці якої в квітні 2004 року дебютував проти Польщі. Мехмет також мав право виступати за Англії, Кіпр та Туреччину, оскільки його мати наполовину англійка, наполовину ірландка, а батько — кіпріот.
Отримав виклик від національної збірної Північного Кіпру напередодні старту чемпіонату світу КонІФА 2018 року. 31 травня 2018 року відзначився голом у своєму дебютному матчі за Північний Кіпр, відзначився першим голом в нічийному (1:1) поєдинку з Карпатальєю.

## Особисте життя
Біллі народився в Лондоні у матері англійського та ірландського походження, а також батька турка-кіпріота.

## Статистика виступів

### Клубна
Станом на 15 травня 2017
| Клуб             | Сезон   | Ліга  | Ліга | Ліга   | Кубок Шотландії | Кубок Шотландії | Кубок Шотландії | Кубок ліги | Кубок ліги | Кубок ліги | Фінали | Фінали | Фінали | Азія  | Азія | Азія   | Загалом | Загалом | Загалом |
| Клуб             | Сезон   | Матчі | Голи | Асисти | Матчі           | Голи            | Асисти          | Матчі      | Голи       | Асисти     | Матчі  | Голи   | Асисти | Матчі | Голи | Асисти | Матчі   | Голи    | Асисти  |
| ---------------- | ------- | ----- | ---- | ------ | --------------- | --------------- | --------------- | ---------- | ---------- | ---------- | ------ | ------ | ------ | ----- | ---- | ------ | ------- | ------- | ------- |
| «Данфермлін»     | 2003–04 | 18    | 1    | -      | 1               | -               | -               | 2          | -          | -          | -      | -      | -      | -     | -    | -      | 21      | 1       | -       |
| «Данфермлін»     | 2004–05 | 31    | 2    | -      | -               | -               | -               | 2          | 1          | -          | -      | -      | -      | -     | -    | -      | 33      | 3       | -       |
| «Сент-Міррен»    | 2005–06 | 31    | 2    | -      | 2               | -               | -               | 2          | -          | -          | -      | -      | -      | -     | -    | -      | 35      | 2       | -       |
| «Сент-Міррен»    | 2006–07 | 25    | 2    | -      | -               | -               | -               | 2          | 2          | -          | -      | -      | -      | -     | -    | -      | 25      | 4       | -       |
| «Сент-Міррен»    | 2007–08 | 37    | 6    | 5      | 5               | 2               | -               | 1          | 0          | -          | -      | -      | -      | -     | -    | -      | 43      | 8       | 3       |
| «Сент-Міррен»    | 2008–09 | 34    | 10   | 6      | 4               | 2               | 1               | 2          | 3          | -          | -      | -      | -      | -     | -    | -      | 40      | 15      | 4       |
| «Сент-Міррен»    | 2009–10 | 37    | 9    | 12     | 3               | 2               | 1               | 5          | 6          | -          | -      | -      | -      | -     | -    | -      | 45      | 17      | 8       |
| «Перт Глорі»     | 2011–12 | 28    | 9    | 4      | -               | -               | -               | -          | -          | -          | -      | -      | -      | -     | -    | -      | 28      | 9       | 1       |
| «Перт Глорі»     | 2012–13 | 14    | 5    | 3      | -               | -               | -               | -          | -          | -          | -      | -      | -      | -     | -    | -      | 14      | 5       | 1       |
| «Бангкок Глесс»  | 2013    | 4     | 2    | 2      | -               | -               | -               | -          | -          | -          | -      | -      | -      | -     | -    | -      | 4       | 2       | 2       |
| «Кедах»          | 2014    | 26    | 23   | 13     | -               | -               | -               | -          | -          | -          | -      | -      | -      | -     | -    | -      | 26      | 23      | 13      |
| «Саравак»        | 2015    | 25    | 15   | 15     | -               | -               | -               | -          | -          | -          | -      | -      | -      | -     | -    | -      | 25      | 15      | 15      |
| «Тампінс Роверс» | 2016    | 22    | 11   | 16     | -               | -               | -               | -          | -          | -          | -      | -      | -      | 7     | 9    | 5      | 29      | 20      | 21      |
| ДПММ             | 2017    | 8     | 2    | 0      | -               | -               | -               | -          | -          | -          | -      | -      | -      | 0     | 0    | 0      | 8       | 2       | 0       |
|                  |         | 267   | 94   | 70     | 15              | 6               | 2               | 16         | 12         | 0          | 0      | 0      | 0      | 0     | 0    | 0      | 344     | 126     | 70      |

## Досягнення

### Клубні
«Данфермлін Атлетік»
- Кубок Шотландії
  -  Фіналіст (1): 2003/04[3]

«Сент-Міррен»
- Перший дивізіон шотландської футбольної ліги
  -  Чемпіон (1): 2005/06[4]
- Шотландський кубок виклику
  -  Володар (1): 2005/06[25]
- Кубок шотландської ліги
  -  Фіналіст (1): 2010[7]

«Самсунспор»
- Перша ліга Туреччини
  -  Срібний призер (1): 2010/11[11]

«Перт Глорі»
- Великий фінал А-Ліги
  -  Фіналіст (1): 2012

«Кедах»
- Кубок Малайзії
  -  Фіналіст (1): 2014
- Золота бутса клубу

«Саравак»
- Кубок Малайзії
  - 1/4 фіналу (1): 2015
- Золота бутса клубу

«Тампінс Роверс»
- Кубок Сінгапуру
  -  Фіналіст (1): 2016
- С.Ліга
  -  Срібний призер (1): 2016
- Кубок АФК
  - 1/4 фіналу (1): 2016
- Кубок ліги Сінгапуру
  - 1/4 фіналу (1): 2016
- Золота бутса клубу

### У збірній
Північний Кіпр
- Чемпіонат світу КонІФА
  -  Срібний призер (1): 2018